# Adolphe Robert
Ernest Adolphe Robert est un historien et biographe français né le 17 janvier 1833 à Melun, et mort le 23 décembre 1899 en son domicile dans le 12e arrondissement de Paris.

## Biographie
Robert a participé à l'une des insurrections consécutives au coup d'État du 2 décembre 1851. On le retrouve parmi les insurgés à Clamecy. Traduit devant un Conseil de guerre, il est interné à Nantes, d'où il s'échappe pour rejoindre l'Angleterre.
Le 6 avril 1863, il est arrêté à Boulogne-sur-Mer où il doit comparaître devant le Tribunal correctionnel le 10 juin suivant, aux motifs : « Introduction en France d'un grand nombre d'exemplaires d'une brochure anonyme intitulée Lettre à une Balle, excitant à la haine et au mépris du gouvernement impérial, et à l'assassinat de S. M. l'Empereur, manœuvres pratiquées et intelligences entretenues, soit à l'intérieur, soit à l'étranger, dans le but de troubler la paix publique ». S'étant lors de son arrestation présenté sous une fausse identité, il avoua par la suite l'introduction volontaire en France de ces imprimés cachés dans le double-fond de sa malle. Il est condamné à deux ans d'emprisonnement.